# Luís Filipe Guimarães da Mota Veiga
Luís Filipe Guimarães da Mota Veiga, conegut pel pseudònim de David Mestre (Loures, 1948 – Almada, 1998), fou un poeta, periodista i crític literari angolès.

## Biografia
Nascut a Portugal, marxà cap a Angola quan amb prou feines tenia un any d'edat. Més tard adquirí la nacionalitat angolesa. Fou assessor de José Eduardo dos Santos, president d'Angola.
Fou director del Jornal de Angola fins 1992, fou fundador del grup Poesias Hoje i director de les pàgines literàries «Forma» del diari Palavra. Va morir el 1998, a l'Hospital Garcia de Horta, víctima d'un accident vascular cerebral.

## Obra
- Kir Nan
- Crónica do Ghetho (1973)
- Do Canto à Idade (1977)
- Nas Barbas do Bando (1985)
- Subscrito a Giz (1996)
- Lusografias Crioulas (1997)
- Crítica literária em Angola
- Um Trabalho Oficinal